# 10-Ball

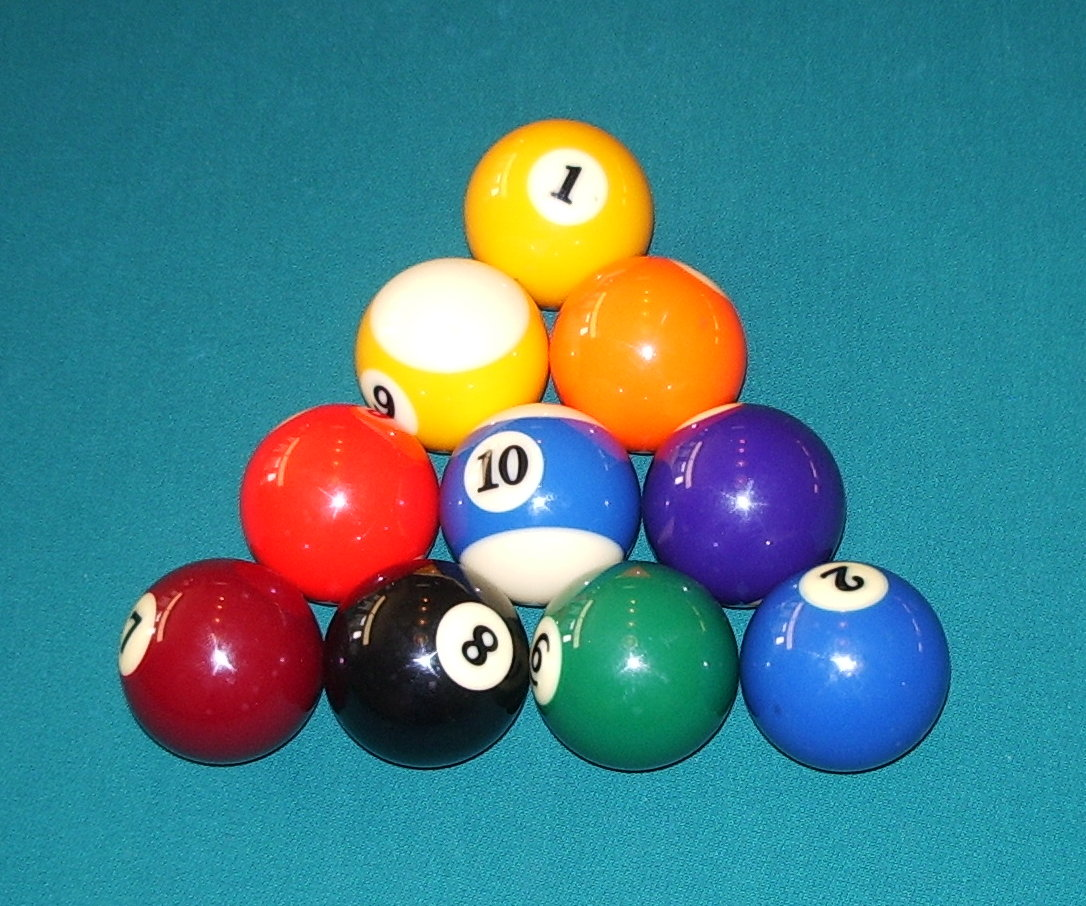
Korrekter Aufbau beim 10-Ball: Die „1“ vorne, die „10“ in der Mitte.

Aufbau im Diagramm

10-Ball (Englisch: 10 Ball) ist eine Disziplin des Poolbillards, bei der mit zehn durchnummerierten Kugeln von 1 bis 10 und dem Spielball (der Weißen) auf einem Poolbillardtisch gespielt wird. Ähnlich wie im 9-Ball, müssen die Kugeln in aufsteigender Reihenfolge angespielt werden, jedoch muss hier vor jedem Stoß angesagt werden bzw. offensichtlich sein, welche Kugel in welches Loch gespielt wird. Ziel des Spiels ist, die Kugel mit der Nummer 10 gemäß den Regeln zu versenken.

## Regeln
Regeln: Wer keine Bande nach ansonsten korrektem Stoß berührt, die falsche Kugel als erstes berührt oder gar den Spielball versenkt, verstößt gegen die Regeln, und der Gegenspieler bekommt Ball in Hand. Das bedeutet, dass er den Spielball auf dem Tisch frei platzieren darf. Wenn man keine Kugel versenkt, ist ganz normal der Gegenspieler dran.

### Aufbau
Die Objektbälle werden so im Dreieck aufgebaut, dass die 1 auf dem Fußpunkt liegt und die 10 in der Mitte des Dreiecks, der Rest bleibt unsortiert. Die Kugeln müssen „press“ aufgebaut sein, d. h., dass sich die Kugeln lückenlos berühren.

### Anstoß
Beim Eröffnungsstoß, dem sog. Break, darf der Spielball frei im Kopffeld platziert werden. Der Anstoß gilt als korrekt, wenn die 1 zuerst getroffen wurde und wenn mindestens ein Objektball versenkt wird oder wenn mindestens vier Objektbälle eine oder mehrere Banden berühren. Fällt die 10 beim Anstoß, so wird sie wieder aufgebaut, und der anstoßende Spieler darf weiterspielen.
Wird eine dieser Bedingungen für ein korrektes Break nicht erfüllt, hat der Gegenspieler die Wahl, ob er die Situation auf dem Tisch übernimmt oder ob neu angestoßen werden soll. Hierbei darf er auch über das Anstoßrecht entscheiden.

### Push Out
Infolge eines korrekten Eröffnungsstoßes darf der an der Aufnahme befindliche Spieler einen sogenannten Push Out ansagen. Dies berechtigt ihn, einen Stoß auszuführen, bei dem
- kein Objektball angespielt werden muss
- jeder beliebige Objektball angespielt werden darf
- kein Bandenkontakt nach der Karambolage erfolgen muss.

Sollte der Push Out korrekt gespielt worden sein, darf der danach an der Aufnahme befindliche Spieler entscheiden, ob er das Bild übernimmt und weiterspielt oder ob der Spieler, der den Push Out ausgeführt hat, weiter am Tisch bleiben soll.

### Ansage
Anders als im 9-Ball, bei dem auch unbeabsichtigte Zufallstreffer zählen, muss beim 10-Ball vor jedem Stoß eine Ansage erfolgen, welche Kugel (es darf immer nur ein einziger Objektball angesagt werden) in welche Tasche gespielt wird, sofern dies nicht offensichtlich ist. Details wie die Anzahl der Banden oder Kombinationen über andere Kugeln müssen nicht mit angesagt werden. Der Spieler verbleibt am Tisch, solange er angesagten Objektball ins angesagte Loch schießt, auch wenn zusätzlich während eines korrekten Stoßes noch andere Kugeln fallen sollten. Diese anderen Kugeln verbleiben ebenso im Loch mit Ausnahme der 10, die wieder auf dem Fußpunkt aufgesetzt wird. 
Wird keine Kugel gelocht, ist der Gegner als Nächstes an der Aufnahme. Fällt der angesagte Objektball in eine andere Tasche und/oder es fallen ausschließlich nicht angesagte Kugeln, verbleiben diese Kugeln im Loch (Ausnahme bei der 10); die Aufnahme ist beendet, und der Gegner kann entscheiden, wer die nächste Aufnahme beginnen muss. Sollte die 10 ungewollt oder unangekündigt in eine Tasche fallen, wird sie auf dem Fußpunkt des Tisches (bzw. von der Fußbande aus so nahe wie möglich an diesen heran) wieder aufgesetzt.

### Sicherheitsspiel
Der am Tisch befindliche Spieler kann jederzeit eine Sicherheit ansagen. Das bedeutet, dass er die korrekte Kugel anspielt, ohne irgendeine Kugel zu versenken, und seine Aufnahme ist beendet. Versenkt der Spieler jedoch die angespielte Kugel, oder eine andere Kugel fällt in irgendeine Tasche, so hat der Gegner die Wahl, ob er den Tisch so übernimmt, wie er ist, und weiterspielt, oder ob er den Tisch an den Spieler zurückgibt.

### Unkorrekt versenkte Kugeln
Falls ein Spieler die angesagte Kugel nicht in die angesagte Tasche versenkt und im Verlauf des Stoßes die angesagte Kugel irgendwo anders fällt, so ist die Aufnahme für den Spieler zunächst beendet, und der Gegner hat die Wahl, ob er den Tisch übernimmt oder die Aufnahme an den Spieler zurückgibt.
Dasselbe gilt, falls ein Spieler die angesagte Kugel nicht in die angesagte Tasche versenkt und eine andere Kugel in irgendeine Tasche fällt.

### Foul
Wenn der aufnahmeberechtigte Spieler einen regelwidrigen Stoß ausführt, begeht er ein Foul, und die Aufnahme wechselt an den Gegner. Dieser darf den Spielball in die Hand nehmen und überall auf der Spielfläche frei platzieren, um von dort aus weiterzuspielen.
Ein Foul liegt vor, wenn
- der Spielball versenkt wird oder vom Tisch fällt
- der Spielball nicht zuerst auf die Kugel mit der niedrigsten Nummer trifft
- nach dem Kontakt mit dem angespielten Objektball keine Kugel eine Bande anläuft oder in eine Tasche fällt
- der Spieler im Moment seines Stoßes nicht mindestens einen Fuß auf dem Boden hat
- eine Kugel vom Tisch fällt oder außerhalb der Spielfläche zur Ruhe kommt (z. B. auf der Bande), eine Kugel gilt auch als „vom Tisch gesprungen“ wenn sie durch einen anderen Gegenstand (z. B. Kreide auf der Bande) wieder auf die Spielfläche gelenkt wird.
- eine Kugel mit dem Körper, der Kleidung oder mit dem Queue berührt oder verschoben wird
- ein Durchstoß erfolgt, z. B. weil das Queue noch immer Kontakt zum Spielball hat, während dieser bereits auf einen Objektball trifft
- der Spielball nicht gestoßen, sondern geschoben wird
- der Spieler seinen Stoß ausführt, während noch Kugeln auf dem Tisch in Bewegung sind oder sich um die eigene Achse drehen
- der Spieler sein Queue auf den Tisch legt mit der Absicht, es als Zielinstrument zu verwenden; das Foul liegt vor, sobald das Queue gänzlich abgelegt ist und nicht mehr vom Spieler berührt wird
- der Stoß nicht innerhalb des vorgegebenen Zeitlimits (sofern vorhanden) ausgeführt wird.
- der Tisch in unerlaubter Weise „markiert“ wird, z. B. Kreide an dem Punkt auf der Bande ablegen, den man als Nächstes mit der Spielkugel anvisiert um eine Vorbande zu spielen.

### Spielverlust
Sollte ein Spieler innerhalb eines Spiels drei aufeinander folgende Fouls begehen, so wird das Spiel für ihn als verloren gewertet. Nach dem zweiten Foul muss jedoch eine Warnung vom Schiedsrichter oder vom Gegner ausgesprochen werden, andernfalls wird angenommen, dass der foulhabende Spieler erst ein Foul begangen hat.
Auch unsportliches Verhalten (z. B. unberechtigtes Eingreifen ins Spielgeschehen oder bewusste Störung des Gegners) kann zum Verlust eines Spiels oder einer ganzen Partie führen.

### Unentschieden
Der Schiedsrichter kann ein Spiel als unentschieden werten, wenn ersichtlich ist, dass keiner der Akteure ernsthaft versucht, das Spiel zu gewinnen. In diesem Fall werden alle Objektbälle wieder im Dreieck aufgebaut, und der Spieler, der zuvor angestoßen hat, darf erneut den Eröffnungsstoß ausführen.